# آيت قسو (سيدي الغندور)
آيت قسو هي إحدى مشيخات المملكة المغربية، تتبع جغرافيا لإقليم الخميسات وإداريًا لسيدي الغندور. يقدر عدد سكانها بـ 10594 نسمة حسب الإحصاء الرسمي للسكان والسكنى لسنة 2004.